# Monte Torbert
Il Monte Torbert (in lingua inglese: Mount Torbert) è un prominente picco roccioso piramidale, alto 1.675 m, situato a circa metà della Torbert Escarpment, nel Neptune Range, che fa parte dei Monti Pensacola in Antartide. 
Il monte è stato scoperto e fotografato il 13 gennaio 1956 nel corso di un volo transcontinentale nonstop dai membri dell'Operazione Deep Freeze I  della U.S. Navy in volo dal Canale McMurdo al Mar di Weddel e ritorno. L'intera catena dei Monti Pensacola è stata mappata dettagliatamente nel 1967-68 dall'United States Geological Survey (USGS) sulla base di rilevazioni e foto aeree scattate dalla U.S. Navy nel periodo 1956-67 utilizzando anche le tecniche di aerofotogrammetria con l'uso di tre fotocamere aviotrasportate.
La denominazione è stata assegnata dall'Advisory Committee on Antarctic Names (US-ACAN) in onore del capitano di corvetta John H. Torbert, della U.S. Navy, pilota del Lockheed P2V Neptune, l'aereo utilizzato per il volo transcontinentale del 1956.